# Piet Kraak
Pieter Cornelis „Piet” Kraak (ur. 20 sierpnia 1928 w Velsen, zm. 28 kwietnia 1984 w Kopenhadze) – holenderski piłkarz grający na pozycji bramkarza. W swojej karierze rozegrał 33 mecze w reprezentacji Holandii.

## Kariera klubowa
W swojej karierze piłkarskiej Kraak grał w klubach Stormvogels IJmuiden (1945–1953) i USV Elinkwijk z Utrechtu (1953–1960).

## Kariera reprezentacyjna
W reprezentacji Holandii Kraak zadebiutował 10 marca 1946 roku w wygranym 6:2 towarzyskim meczu z Luksemburgiem, rozegranym w Luksemburgu. W 1948 roku był w kadrze Holandii na igrzyska olimpijskie w Londynie, a w 1952 roku został powołany do kadry na igrzyska olimpijskie w Helsinkach. Od 1946 do 1959 roku rozegrał w kadrze narodowej 33 mecze.